# Street skating
Street skating är en typ av skateboardåkning där utövaren åker i stadsmiljö och utnyttjar exempelvis vägkanter och trappor. Detta skiljer sig från andra typer skateboardåkning som kan ske exempelvis i parker och på ramper.
Street skating är en plan yta med lite små ramper och små olika objekt man kan hoppa upp på, grinda på dem m.m.
Liten lista på tricks som man gör på plan mark:
- Kickflip
- Heelflip
- Ollie
- Manual
- Pop Shuv It
- Fakie Ollie
- Fakie Pop Shuv It
- Nose Manual
- 360 Flip
- Hardflip
- 50-50
- Casper
- Varial Kickflip
- Boneless
- Coffin
- Lipslide